# La Maya
La Maya – gmina w Hiszpanii, w prowincji Salamanka, w Kastylii i León, o powierzchni 7,02 km². W 2011 roku gmina liczyła 214 mieszkańców.